# Wale Ojo
Wale Ojo (9 de septiembre de 1968) es un actor nigeriano de cine y televisión. Inició su carrera como actor infantil, registrando apariciones en producciones en Nigeria y el Reino Unido entre las que destacan Ayamma, Johnny English Reborn y The CEO. Logró reconocimiento en 1995 luego de su participación en la película The Hard Case. En 2012 ganó el premio a mejor actor en la gala de los Nigeria Entertainment Awards.

## Filmografía

### Cine y televisión
| Año         | Película              | Papel              | Notas               |
| ----------- | --------------------- | ------------------ | ------------------- |
| 1989        | Behaving Badly        | Jim                | Miniserie           |
| 1998 – 2000 | Heartburn Hotel       | Chidi Ekechi       | Serie de televisión |
| 1995        | The Hard Case         | Apostador          | Cortometraje        |
| 2011        | Johnny English Reborn | Presidente Chambal |                     |
|             | The Guard             | Doctor Oleyuwo     |                     |
| 2012        | Phone Swap            | Akin               |                     |
|             | Big Man               |                    |                     |
| 2013        | Half of a Yellow Sun  |                    |                     |
|             | Ayamma                |                    |                     |
|             | Meet the Adebanjos    | Sr. Adebanjo       | Serie de televisión |
| 2014        | ...When Love Happens  |                    |                     |
|             | Render to Caesar      |                    |                     |
| 2015        | 8 Bars and a Clef     |                    |                     |
|             | A Letter from Adam    |                    |                     |
| 2016        | Ojukokoro             |                    |                     |
|             | The CEO               |                    |                     |
|             | White Colour Black    |                    |                     |
| 2017        | Alter Ego             |                    |                     |
|             | Sand Castle           |                    |                     |
| 2018        | New Money             |                    |                     |
|             | Lara and the Beat     |                    |                     |
|             | Disguise              |                    |                     |
| 2019        | Coming from Insanity  |                    |                     |
|             | Ordinary Fellows      | Profesor Jega      |                     |
|             | Kasanova              | Femi               |                     |
|             | Jumbled               |                    |                     |